# Jovellana
Genre
Classification APG III (2009)
Jovellana est un genre de plantes à fleurs de la famille des Scrophulariaceae, selon la classification classique, des Calceolariaceae, selon la classification phylogénétique. Les espèces sont originaires d'Amérique du Sud et d'Amérique centrale. Plusieurs sont cultivées dans les régions tempérées pour leurs fleurs.

## Étymologie
Le nom Jovellana a été donné à ce genre en hommage à l'écrivain, juriste et homme politique asturien Gaspar Melchor de Jovellanos (1744-1811).

## Liste d'espèces
- Jovellana violacea
- Jovellana punctata, Jovellana ponctué, originaire du Chili.
- Jovellana repens
- Jovellana scapiflora
- Jovellana sinclairii